# Metcalfe (Missisipi)
Metcalfe – miasto w Stanach Zjednoczonych, w stanie Missisipi, w hrabstwie Washington.